# GNU Readline
GNU Readline est une bibliothèque logicielle conférant aux interfaces en ligne de commande les fonctionnalités d'édition et d'historique. C'est un logiciel libre maintenu pour le projet GNU par Chet Ramey, le mainteneur de GNU Bash.

## Caractéristiques techniques
L'édition des commandes est similaire à celle des éditeurs de texte GNU Emacs ou vi. Les raccourcis clavier sont cependant par défaut inspirés d'emacs, mais peuvent être personnalisés.
La gestion de l'historique des commandes précédemment entrées par l'utilisateur et la gestion interactive des entrées en ligne de commande sont des caractéristiques distribuées dans une bibliothèque intégrée à GNU Readline ou disponible séparément, dans une bibliothèque dédiée à l'historique.

## Modes d'éditions
Libreadline peut utiliser les raccourcis clavier du mode d'édition Emacs (par défaut dans un terminal), ou vi.
Parmi ses raccourcis clavier, le mode emacs permet de se déplacer dans le terminal plus rapidement, (alt-f/alt-b = 1 mot en avant/arrière, ctrl-a/ctrl-e début/fin de ligne), d'échanger des caractères ctrl-t (échange avec le caractère courant avec le précédent) et de copier/coller du texte surligné, à la souris par exemple, ou déjà dans le tampon (ctrl-shift-c/ctrl-shift-v = copier/coller). Il est possible de rechercher dans l'historique grâce au raccourci ctrl-r, dans ce cas, le texte présent sur la ligne courante sera cherché en premier.